# Mecapaqueña
La mecapaqueña es una danza de Mecapaca, Bolivia, que fue creada por residentes de la ciudad de La Paz, distante a 28 km. Algunas fuentes afirman que la danza fue creada por residentes de clase económica alta, que trajeron desde Europa la danza de cuadrilla, acomodándolo al ritmo del huayño. Es una danza colectiva, por el número de parejas que generalmente participan.
Por tradición oral se sabe que el expresidente de Bolivia, José Ballivián, pasaba algunos inviernos en la región de Mecapaca, donde bailaba la mecapaqueña en sus reuniones.